# Manuela Glaab
Manuela Glaab (* 1967 in Aschaffenburg) ist eine deutsche Politologin.

## Leben
Sie studierte Politikwissenschaft, Mittlere und Neuere/Neueste Geschichte sowie Publizistik/Kommunikationswissenschaft an der Johannes-Gutenberg-Universität Mainz (Magister) und der Ludwig-Maximilians-Universität München (Promotion).  Seit 2013 ist sie Professorin für Politikwissenschaft mit dem Schwerpunkt Politisches System der Bundesrepublik Deutschland am Institut für Sozialwissenschaften, Abteilung Politikwissenschaft der Universität Koblenz-Landau (Campus Landau), seit 2023 der Rheinland-Pfälzischen Technischen Universität Kaiserslautern-Landau.
Ihre Forschungsschwerpunkte sind politisches System der Bundesrepublik Deutschland, modernes Regieren und politische Führung in der Bundesrepublik Deutschland, Großbritannien und den USA, Regieren in Bayern und in Rheinland-Pfalz, Politikberatung und Strategien der Politik, Parteien, Wahlen und Wahlkampagnen, Politische Partizipation und Formen direkter Bürgerbeteiligung, Politische Kultur und politische Kommunikation.